# Solamente vos
Solamente vos fue una telecomedia romántica argentina, producida por Pol-ka Producciones que comenzó a ser emitida el 21 de enero de 2013 y finalizó el 20 de enero de 2014, en el horario prime time, de lunes a jueves a las 21:30 (UTC -3) por la pantalla de El Trece, aunque a partir del 28 de junio, comenzó a emitirse también los viernes en igual horario. Fue protagonizada por Adrián Suar y Natalia Oreiro. Coprotagonizada por Muriel Santa Ana, Claudia Fontán, Juan Minujín,  Marcelo De Bellis, Peto Menahem,  Marina Bellati, Laura Cymer y Coraje Ábalos. También, contó con las actuaciones juveniles de Eugenia Suárez, Lali Espósito, Ángela Torres, Joaquín Flamini y Lola Poggio. Y las actuaciones especiales de Fabiana García Lago y los primeros actores Arturo Puig, Ana María Picchio y Alberto Martín.

## Generalidades
La telenovela estuvo protagonizada por Adrián Suar como Juan Cousteau y Natalia Oreiro como Aurora Andrés. Los acompañaron, entre otros, Lali Espósito, Muriel Santa Ana, Juan Minujín, Claudia Fontán, Arturo Puig, Ana María Picchio, Alberto Martín, Eugenia Suárez, Ángela Torres, Lola Poggio, Joaquín Flamini, Marcelo De Bellis, Peto Menahem, Sebastián Wainraich, Nicolás Vázquez, Juana Viale, Benjamín Rojas, Sebastián Almada, Marina Belatti, Coraje Ábalos, Fabiana García Lago, Laura Cymer, Graciela Tenenbaum, Thiago Batistuta, Federico Ottone, Paula Baldini y Dan Breitman.
Esta producción marcó el regreso de Natalia Oreiro a la televisión, luego de una ausencia de 7 años. Por el contrario, según lo que adelantó el propio productor y gerente de programación de Canal 13, Adrián Suar, para él sería el último papel que interpretase en una telenovela.

«Me parece que va a ser mi última tira diaria como actor. Por la edad, el ciclo vital, mi obligaciones… me parece que ésta va a ser la última».

El título en el mercado internacional es Only You, el cual es una traducción literal del título original al idioma inglés.
Las fotografías para su promoción fueron realizadas a fines de noviembre de 2012, mientras que las primeras grabaciones fueron el 3 de diciembre. Comenzaron por hacer las tomas en exteriores pues la escenografía no estaba para esa fecha terminada.
Por contrato, Natalia Oreiro solo filmará 4 (cuatro) días a la semana.
Es producida por Pol-ka Producciones, una empresa propiedad de Adrián Suar, Fernando Blanco, y Artear.
Entre los invitados especiales estará David Bisbal, quien aparecerá en un sueño de «Juan», y Abel Pintos.
El personaje de Juana Viale se insertaría en la trama cuando la telenovela ya esté avanzada, mientras que el de Nicolás Vázquez hará lo propio en el capítulo 20.

### Música

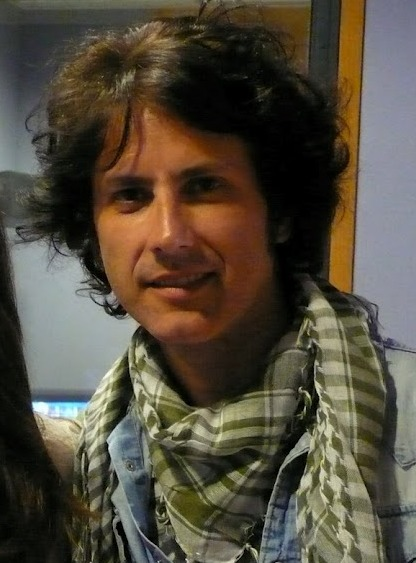
Coti Sorokin, autor e intérprete de la cortina musical.

La música es un recurso utilizado frecuentemente en Solamente vos, siendo una de sus principales características originales. En algunos episodios se crean videoclips en donde realizan participaciones especiales cantantes solistas o grupos reconocidos en la Argentina e incluso en Hispanoamérica, haciendo playback de canciones populares junto a los personajes de la ficción. Algunos de estos artistas musicales que han intervenido son: Miranda!, David Bisbal, Karina, Abel Pintos, Ricardo Montaner, Valeria Lynch, Paz Martínez, Il volo, etc. En algunas ocasiones, el elemento de la trama utilizado por los guionistas para dar lugar a la participación de los artistas musicales es la compañía discográfica, que dirigen los personajes de «Michelle» y «Félix». Por otro lado, a través de flashbacks, algunos episodios muestran interpretaciones originales de la tira realizadas por «Juan» y «Félix» en una banda pop que compartieron durante los años 80 que da el nombre de "Los colosales". Otro medio utilizado es el gusto por la música que despiertan los personajes de «Aurora», interpretado por Natalia Oreiro, quien tiene experiencia en el ámbito de la canción, con 3 álbumes de estudios lanzados y en su papel de cantante en la película «Un Argentino en New York». Natalia Oreiro realizó la versión de la canción Mi vida eres tú tema central de la telenovela venezolana Cristal, además de otros cover como la canción de la Loba de Valeria Lynch, entre otros, también se escucharon canciones del disco de Oreiro como Tu veneno y Me muero de Amor, y el de «Daniela», interpretado por Espósito, quien también ya había tenido experiencia en el ámbito de la canción tras haber formado parte de la banda Teen Angels. Fue esta última quien por sí misma realizaría en la ficción el primer cover de una canción, que resultó "El colmo" de los Babasónicos. También se cantaron temas originales de Esposito como «Daniela Cousteau»: Amor de agua y sal, Somos uno"  y Me haces volar (temas compuestos por ella).
La cortina musical de la tira es el tema "Solamente vos", obra del cantante rosarino Coti Sorokin (junto a Karen Oliver y Sebastián Bazán) quien es el coautor de la reconocida canción interpretada por Diego Torres, "Color esperanza", además de "Te quise tanto", "Andar conmigo", "Antes que ver el sol", "Nada fue un error", etc.

«Me base en la historia y en el ambiente. Con esos datos uno construye un universo que, luego lo transforma en una canción. Fue todo muy fluido. Mostré una primera idea y, por suerte, a Adrián Suar le gustó».

Para las escenas de romanticismo entre «Juan» y «Aurora» es utilizada la canción "Hasta el final", interpretada por David Bisbal y grabada especialmente para la tira. Al frente de la dirección musical y la producción de ambos sencillos estuvo el director musical de las empresas Pol-ka Producciones y Metronomo Music, Nicolás Repetto.

### Guion, dirección, y producción general
El libro es obra de equipo autoral integrado por: Daniel Cúparo, Mario Segade, Marta Betoldi, y Lily Ann Martin. La dirección de la filmación es de Claudio Ferrari y Rodolfo Antúnez.
La producción general es de Adrián González, quien es el hermano de la actriz Araceli González.

### Locaciones de filmación
Mientras que los interiores de “Solamente vos” se filman en decorados especialmente creados en las propias instalaciones de Pol-Ka, las escenas en exteriores se filmaron en distintas locaciones.
Ciudad de Buenos Aires
- Villa Devoto;[19]
- Villa Pueyrredón;[19]
- Teatro Colón.[20]
- El Rosedal (en el barrio de Palermo).[21]

Provincia de Buenos Aires
- Museo de Arte de Tigre (Partido de Tigre).

## Sinopsis
«Juan Cousteau» (Adrián Suar) es un padre de 5 hijos, de entre 5 y 20 años. Él tiene 43 años, es algo hipocondríaco, de profesión músico, estudió en el conservatorio, y desde hace 15 años, trabaja como director de una orquesta de cámara. Casado con «Ingrid» (Muriel Santa Ana) vive una vida tranquila, hasta que entra en crisis cuando, luego de 20 años de casados, su esposa repentinamente le pide que le de un tiempo pues necesita «reencontrarse consigo misma y descubrir quién es». Su vida se complicará aún más, pues como resultado de la conmoción en que quedó, comete errores en su trabajo, por lo que es echado del mismo. Sin lugar donde vivir, es rescatado por su amigo de siempre, «Félix Month» (Juan Minujín), quien es el presidente de la compañía discográfica de su esposa, «Michelle» (Claudia Fontán). Además de darle trabajo en la empresa, le presta un departamento de su propiedad para que viva. Vecina a este inmueble vive «Aurora Andrés» (Natalia Oreiro), una peluquera de 33 años que tiene su negocio a media cuadra, y de quien «Juan» se enamorará. Sorpresa se llevará cuando se entera de que «Aurora» es la amante de «Félix» —desde hace 6 meses—, y que ella pretende que este último abandone finalmente a su esposa, pero él, por razones económicas, no piensa hacerlo. «Juan» se verá enfrentado en el dilema de declarar su amor a «Aurora» o ser leal a su mejor amigo.
Para «Juan» aumentan las preocupaciones con los problemas de sus hijos y la complicada relación con su egoísta hermana «Denise» (Marina Bellati), la cual mantiene una relación amor-odio con él,  y con el padre de ambos, «Lautaro» (Arturo Puig), quien acaba de reconocer su homosexualidad.
Para «Aurora», a la conflictiva relación que mantiene con «Félix», se le suman los conflictos entre sus padres: «Rosita» (Ana María Picchio), una clásica madre demandante, y «Orlando» (Alberto Martín) su poco confiable padre.
Otra de las historias de la tira es la historia de una de las hijas mayores de Juan, «Daniela» (Lali Espósito), la cual quiere desarrollar una carrera como cantante, pero es frustrada por sus padres y comienza una historia de amor con el ahijado de su padre, «Federico» (Benjamín Rojas).

## Elenco y personajes

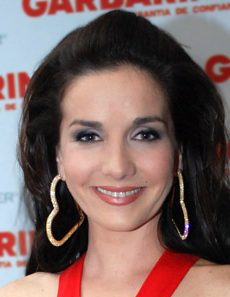
Natalia Oreiro, en el papel de «Aurora Andrés».

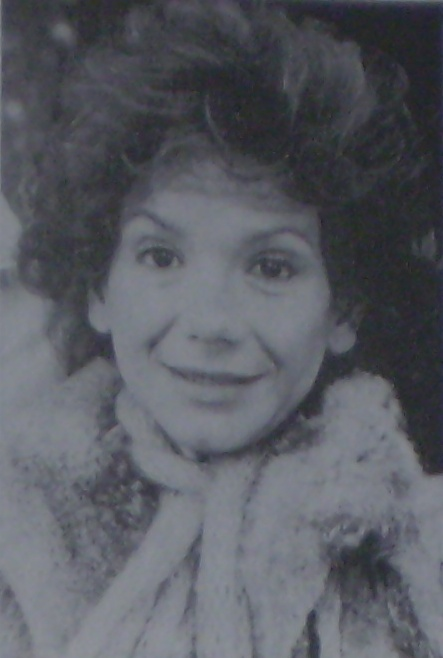
Ana María Picchio interpreta el rol de Rosita, la madre de la protagonista femenina Natalia Oreiro.

### Protagonistas
- Adrián Suar como Juan Cousteau.[8]
- Natalia Oreiro como Aurora Andrés.

### Elenco Protagónico
- Muriel Santa Ana como Ingrid "La Polaca" Albarracín de Cousteau.
- Claudia Fontán como Michelle.
- Juan Minujín como Félix Month.
- Lali Espósito como Daniela Cousteau Albarracín.
- Eugenia Suárez como Julieta Cousteau Albarracín.
- Alberto Martín como Orlando Andrés.
- Ana María Picchio como Rosa "Rosita".
- Arturo Puig como Lautaro Cousteau.

### Elenco Principal
- Marcelo de Bellis como Miguel.
- Peto Menahem como Rogelio Belvedere.
- Marina Bellati como Denise Cousteau.
- Laura Cymer como Sharon.
- Coraje Ábalos como Ignacio "Nacho" Molina Montes.
- Ángela Torres como Mora Cousteau Albarracin.
- Joaquín Flamini como Eugenio Cousteau Albarracin.
- Lola Poggio como Lucía "Luli" Cousteau Albarracin.
- Fabiana García Lago como Dalia.

### Participaciones
- Graciela Tenenbaum, en el papel de «Mirna».
- Sebastián Wainraich, en el papel de «Leopoldo Fishman».
- Federico Ottone, en el papel de «Rubio».
- Paula Baldini, en el papel de «Nani».
- Nicolás Vázquez, en el papel de «Facundo Irazábal».
- Juana Viale, en el papel de «Victoria O'Connor».
- Benjamín Rojas en el papel de «Federico».
- Sebastián Almada en el papel de Tito Lambada.
- Diego Ramos, en el papel de «Segundo Benson».
- Thiago Batistuta en el papel de «Sebastián».
- Gustavo Guillén, en el papel de «Gastón».
- Juan Palomino
- Zulma Faiad, en el papel de «Miriam».
- Victoria Onetto, en el papel de «Susana».
- Roberto Peña, en el papel de «Amigo de Félix».
- Dady Brieva, en el papel de un estafado por «Orlando».
- Roberto Antier, en el papel de profesor de teatro.
- Raúl Biaggioni, en el papel de «Empleado de la DGI».
- Laura Laprida, en el papel de «Florencia».
- Rafael Ferro, en el papel de «Rodrigo Perazzo».
- Dan Breitman, en el papel de «Sam Noriega».
- Ángel Bonanni, en el papel de «Boris».
- Luisa Albinoni, en el papel de «Nelida Frenchi Garrido».
- Luisa Kuliok, en el papel de «Rosario».
- María Fernanda Callejón, en el papel de «Graciela».
- Pablo Codevila, en el papel de «papá de Mauge».
- Álvaro Teruel, en el papel de «Lucas».
- Macarena Paz en el papel de «Mauge».
- Omar Calicchio, en el papel de «Hugo».
- Julieta Cajg, en el papel de «Carolina».
- Lucila Viggiano, en el papel de «Delfina».
- Andrea Rincón, en el papel de «Dalila».
- Josefina Scaglione, en el papel de «Leila».
- Paula Kohan, en el papel de «Paula».
- Diego Mesaglio, en el papel de un ladrón.
- Javier Guerrero, en el papel de un ladrón.
- Henny Trayles en el papel de «Sara».
- Ricardo Morán, en el papel de «Aníbal».
- Manuel Ramos en el papel de «Lucas».
- Pablo Cerri, en el papel de un productor de tv.
- Guillermo Gramuglia, en el papel de amigo de «Lautaro».
- Mariana Richaudeau, en el papel de «Diana».
- Germán Tripel, en el papel de «Rolo».
- Emiliano Lobo, en el papel de «Julián».
- Selva Alemán, en el papel de «Beba».
- Ramiro Fumazoni, en el papel de «Ivan».
- Diego Ferrari, en el papel de «policía».
- Eugenia Gil Rodríguez, en el papel de «Dominga».
- Lioney Campoy, en el papel de «policía».
- Gimena Accardi, en el papel de «Candela» (198-208, 211-216, 220-221).
- Miguel Ángel Rodríguez, en el papel de «Coco».
- Karina Jelinek, en el papel de «Carola».
- Matías Santoianni, en el papel de «Pato».
- Julieta Fazzari, en el papel de «Diana».
- Gustavo Conti, en el papel de «Gustavo».
- Agustina Posse, en el papel de «Pamela».
- Matías Apostolo, en el papel de «Sergio».
- Gadiel Sztryk, en el papel de «Hans».
- Marcelo Tinelli, como él mismo.
- Renato Quattordio, en el papel de«Franco».
- Antonio Grimau, como pareja de «Lautaro».
- René Bertrand en el papel de «Marcelo».
- Lucía Maciel en el papel de empleada paraguaya del hotel.
- Adriana Ferrer
- Ale Fidalme
- Javier Castro

### Cantantes
- Miranda!
- David Bisbal
- Karina (en dos capítulos)
- Abel Pintos
- Paz Martínez,
- Valeria Lynch (en dos capítulos)
- Luciano Pereyra
- Carlos Vives
- Pimpinela
- Cacho Castaña (en dos capítulos)
- Kevin Johansen
- Sergio Denis,
- Ricardo Montaner (en dos capítulos)
- Fernando San Martín (en cuatro capítulos)
- Adrián Barilari
- Marcela Morelo
- Álex Ubago
- César «Banana» Pueyrredón
- Il Volo
- Agapornis
- Sergio Dalma
- Patricia Sosa
- Cae
- Alejandro Lerner
- Cristian Castro (en dos capítulos)
- Los Nocheros
- Samo
- Carlos Baute
- Dyango
- José Vélez (en dos capítulos)
- Palito Ortega
- Franco de Vita (en dos capítulos)
- Sandra Mihanovich
- Illya Kuryaki and the Valderramas
- Viuda e Hijas de Roque Enroll (sin Gabriela Epumer quien falleció en 2003).
- Coti Sorokin, como él mismo cantando en el último capítulo, con todo el elenco, la canción de la cortina musical.

## Críticas periodísticas
Solamente vos recibió buenas críticas en general. Silvina Lamazares, de Clarín, destacó el guion del episodio piloto, la manera en que se introdujo en la trama a los protagonistas y lo elogió diciendo que «fue distinto a los que suele mostrar la TV argentina [...] la presentación de los personajes no se comió al nudo de la historia». El periodista Rodrigo Lussich dijo que el episodio fue «bien escrito, ágil y contó con las intrigas de lo que vendrá». Los medios destacaron de manera favorable el trabajo de Oreiro y Suar como dupla protagónica. Se consideró un acierto del episodio el recurso de la lluvia, como marco del encuentro entre los protagonistas, como también la escena musical que resultaba de una fantasía del personaje de Oreiro. Télam, dijo que la ficción se mostró «como una sólida y divertida comedia» apoyada en el oficio de los protagonistas y todo el elenco.
El sitio Television.com.ar, elogió el labor en la dirección de Claudio Ferrari y Rodolfo Antúnez, y dijo que la tira «tiene los elementos necesarios para conquistar al espectador ávido de comedias de excelencia». Adrián Pallares, ex-panelista del programa de espectáculos Más Viviana, dijo que «la historia de arranque tiene magia, calidez, calidad y por sobre todo un tono familiar y querible que le da un enfoque para toda la familia y es muy disfrutable».
Por parte de La Nación, Dolores Graña dijo que en su planteo inicial la ficción está «ambientada casi completamente en el mundo de los adultos». Sin embargo la calificó como "buena". En Página/12 se destacó positivamente la caracterización de Natalia Oreiro para con su personaje de Aurora Andrés, comparándolo con los interpretados por Zooey Deschanel y definiéndolo como una versión argentina de Amélie Poulain. Sin embargo la misma edición fue más crítica respecto a otros integrantes del elenco, asegurando que algunas interpretaciones se encontraban «perdidas» y «desperdiciadas», particularmente las de Santa Ana y Puig.

## Premios y nominaciones

### Premios Tato 2013
| Premio            | Categoría                          | Nominados                                     | Resultado |
| ----------------- | ---------------------------------- | --------------------------------------------- | --------- |
| Premios Tato 2013 | Ficción diaria comedia/ novela     | Solamente vos                                 | Ganador   |
| Premios Tato 2013 | Actor en comedia/ novela           | Adrián Suar                                   | Ganador   |
| Premios Tato 2013 | Actriz en comedia/ novela          | Natalia Oreiro                                | Ganadora  |
| Premios Tato 2013 | Actor de reparto                   | Juan Minujín                                  | Ganador   |
| Premios Tato 2013 | Actor de reparto                   | Arturo Puig                                   | Nominado  |
| Premios Tato 2013 | Actriz de reparto                  | Lali Espósito                                 | Nominada  |
| Premios Tato 2013 | Actriz de reparto                  | Muriel Santa Ana                              | Ganadora  |
| Premios Tato 2013 | Actriz de reparto                  | Claudia Fontán                                | Nominada  |
| Premios Tato 2013 | Revelación                         | Sebastian Wainraich                           | Nominado  |
| Premios Tato 2013 | Revelación                         | Marina Bellati                                | Nominado  |
| Premios Tato 2013 | Dirección en ficción               | Martín Saban, Jorge Nisco, Rodolfo Antúnez    | Nominado  |
| Premios Tato 2013 | Producción en ficción              | Adrián Suar, Adrián González                  | Nominados |
| Premios Tato 2013 | Guion en ficción                   | Marta Betoldi, Daniel Cuparo, Lily Ann Martin | Nominado  |
| Premios Tato 2013 | Dirección de fotografía en ficción | Solamente vos                                 | Nominado  |
| Premios Tato 2013 | Edición en ficción                 | Solamente vos                                 | Nominado  |
| Premios Tato 2013 | Casting en ficción                 | Solamente vos                                 | Nominado  |
| Premios Tato 2013 | Vestuario en ficción               | Solamente vos                                 | Ganador   |
| Premios Tato 2013 | Cortina Musical                    | Solamente vos de Coti                         | Nominado  |

### Premios Martín Fierro
| Año  | Premio                | Categoría                     | Receptor/a                                                                      | Resultado |
| ---- | --------------------- | ----------------------------- | ------------------------------------------------------------------------------- | --------- |
| 2014 | Premios Martín Fierro | Ficción diaria comedia        | Solamente vos                                                                   | Ganador   |
| 2014 | Premios Martín Fierro | Actor protagónico en comedia  | Adrián Suar                                                                     | Ganador   |
| 2014 | Premios Martín Fierro | Actriz protagónica en comedia | Natalia Oreiro                                                                  | Ganadora  |
| 2014 | Premios Martín Fierro | Actor de reparto              | Arturo Puig                                                                     | Nominado  |
| 2014 | Premios Martín Fierro | Actor de reparto              | Juan Minujín                                                                    | Nominado  |
| 2014 | Premios Martín Fierro | Revelación                    | Lola Poggio                                                                     | Nominada  |
| 2014 | Premios Martín Fierro | Autor/ Libretista             | Lily Ann Martin, Marta Betoldi y Daniel Cúparo                                  | Nominado  |
| 2014 | Premios Martín Fierro | Director                      | Rodolfo Antúnez, Claudio Ferrari, Jorge Nisco, Sebastián Pivotto y Martín Sabán | Nominados |
| 2014 | Premios Martín Fierro | Cortina Musical               | Solamente vos de Coti Sorokin                                                   | Nominado  |

### Kids choice awards Argentina
| Año  | Premio                       | Categoría                 | Receptor/a     | Resultado |
| ---- | ---------------------------- | ------------------------- | -------------- | --------- |
| 2013 | Kids Choice Awards Argentina | Serie favorita            | Solamente vos  | Nominado  |
| 2013 | Kids Choice Awards Argentina | Actriz favorita           | Lali Espósito  | Ganadora  |
| 2013 | Kids Choice Awards Argentina | Actor de reparto favorito | Benjamín Rojas | Nominado  |
| 2013 | Kids Choice Awards Argentina | Revelación                | Ángela Torres  | Nominado  |